# Iouri Halouchkine
Iouri Alimovytch Halouchkine (en ukrainien : Юрій Алімович Галушкін), né le 26 juin 1971 à Khorol, est un général ukrainien,.
En 2022 il quitte le commandement de la Force de défense territoriale ukrainienne pour prendre le commandement de la Police militaire ukrainienne.